# Peulla Airport
Peulla Airport är en flygplats i Chile.   Den ligger i provinsen Provincia de Llanquihue och regionen Región de Los Lagos, i den södra delen av landet, 900 km söder om huvudstaden Santiago de Chile. Peulla Airport ligger 215 meter över havet.
Terrängen runt Peulla Airport är huvudsakligen bergig. Peulla Airport ligger nere i en dal. Runt Peulla Airport är det glesbefolkat, med 12 invånare per kvadratkilometer.. 
I omgivningarna runt Peulla Airport växer i huvudsak blandskog.